# Foliculitis
La foliculitis es la inflamación de uno o más folículos pilosos. La afección se puede dar en cualquier lugar de la piel.

## Causas
Uno de los principales causantes de  foliculitis, así como de abscesos y forúnculos, es el Staphylococcus aureus.
La foliculitis comienza cuando los folículos reciben daño por fricción con las ropas, por obstrucción por el afeitado o trenzas demasiado apretadas y próximas al cuero cabelludo (foliculitis por tracción). En muchos casos de foliculitis, los folículos dañados tienen infecciones por bacterias estafilocóccicas. En ocasiones la anemia ferropénica está asociada con casos crónicos.
- La sicosis es una infección de los folículos pilosos del área de la cara cubierta por barba, habitualmente el labio superior. El afeitado agrava la afección.

- La tiña de la barba es similar a la anterior, pero está provocada por el hongo Trichophyton rubrum.

- La Pseudofolliculitis barbae es una alteración que se produce principalmente en varones de origen africano. Si se cortan las barbas rizadas demasiado cortas, pueden recurvarse hacia el interior de la piel y provocar inflamación.

- La Foliculitis por Pseudomonas aeruginosa, también llamada "de los toboganes de agua" se da por el asiento en estas atracciones cuando previamente no han sido adecuadamente higienizados. Los síntomas aparecen alrededor de las partes del cuerpo en contacto: piernas, caderas y nalgas, así como las partes en contacto. Los síntomas normalmente son mayores en las zonas cubiertas por ropa, como bañadores.[2]

## Síntomas
- Sarpullido (áreas cutáneas enrojecidas)
- Espinillas o pústulas localizadas en torno al folículo piloso: 
  - Puede formar postillas alrededor
  - Habitualmente se dan en las axilas o en el área de las ingles.
  - Pueden presentarse como lesiones genitales.
- Prurito cutáneo.
- Se extiende desde las piernas a los brazos si se efectúa un tratamiento antibiótico inadecuado.

## Tratamiento
1. El tratamiento por antiséptico tópico es adecuado en muchos casos.
2. Antibióticos tópicos como la mupirocina o la neomicina  en pomada.
3. Algunos pacientes responden a penicilinas de bajo espectro, como la dicloxacilina en los Estados Unidos o la flucloxacina en el Reino Unido.